# Liste der Bodendenkmale in Osterburg (Altmark)
In der Liste der Bodendenkmale in Osterburg (Altmark) sind alle Bodendenkmale der Stadt Osterburg (Altmark) und ihrer Ortsteile aufgelistet. Grundlage ist die Auflistung von Johannes Schneider aus dem Jahr 1986 und die Veröffentlichung der Landesdenkmalliste mit Stand vom 25. Februar 2016. Die Baudenkmale sind in der Liste der Kulturdenkmale in Osterburg (Altmark) aufgeführt.
| Denkmal-ID | Fundart             | Ortsteil    | Bezeichnung                         | Zeitstellung       | Lage                                                      | Bemerkungen | Bild |
| ---------- | ------------------- | ----------- | ----------------------------------- | ------------------ | --------------------------------------------------------- | --- | ---- |
| 428310077  | Befestigung > Wall  | Walsleben   | Burgwall                            | undatiert          | im Ort, ehem. Gut (Lage)                                  | Überbaute Niederungsburg, seit 1. März 1956 unter Schutz! Heute Jugendheim. Von der ursprünglichen Anlage ist mehr zu erkennen.                                                      |      |
| 428310086  | Befestigung > Burg  | Walsleben   | Burganlage (Niederungsburg)         | Mittelalter        | nördl., „Uchtenacher Hof“ (Lage)                          | Relativ gut erhalten und nicht eingeebnet. Noch Wallreste, flache Grabenreste und evtl. einen Turmhügel. Im Inneren eine Senke mit Schilf (verlandeter Teich?).                      |      |
| 428310076  | Befestigung > Wall  | Walsleben   | Wallanlage (Reste einer Grabenecke) | undatiert          | südl. des Ortes, an der Bahn nach Goldbeck (Lage)         | Grabenecke vorhanden. Graben ca. 0,80–1,00 m breit und flach mit Wasser gefüllt, zieht auf einer langen Strecke geradlinig weiter (wohl Erweiterung der Neuzeit).                    |      |
| 428310075  | Grabmal > Grabhügel | Walsleben   | Grabhügel, evtl. Burghügel?         | undatiert          | 300 m östl. vom Ort, dicht an einen Gehöft (Lage)         | Großer markanter Hügel mit einer Höhe von ca. 3–4 m, viele Störungen, wohl durch Militär. In einem stark gestörten Dünengelände im Wald. Dort evtl. weitere kleine Grabhügel         |      |
| 428310074  | Befestigung > Wall  | Walsleben   | Burgwall                            | undatiert          | nordwestl. vom Ort, wohl Rundwall (Niederungsburg) (Lage) | Grabung 1911, Paul Kupka, seit 1. März 1956 unter Schutz! Noch deutliche Erhebung im Wiesengelände, Wallreste zum Teil noch ca. 2–3 m hoch. Die Burganlage liegt dicht an der Warte. |      |
| 428310078  | Befestigung > Wall  | Uchtenhagen | Burganlage, Niederungsburg          | undatiert          | in der Feldmark Uchtenhagen (Lage)                        | Burgwall seit 28. August 1979 unter Schutz! Noch bis zu ca. 1 m hohe Erhebung im Gelände. Wohl Niederungsburg. Könnte bis in ein eingezäumtes Privatgrundstück herrüberreichen.      |      |
| ?          | Befestigung > Burg  | Calberwisch | Wasserburg                          |                    | Am Südende des Orts (Lage)                                | |      |
| ?          |                     | Dobbrun     | urgeschichtliche Siedlung           |                    | ()                                                        | |      |
| ?          |                     | Krumke      | Überbaute Niederungsburg, Schloss   | Befestigung > Burg | Südlich des Orts (Lage)                                   | |      |
| ?          | Befestigung > Burg  | Osterburg   | Burgwall, Niederungsburg            |                    | Nördlich der Altstadt (Lage)                              | |      |
| ?          | Befestigung > Burg  | Osterburg   | Überbaute Burganlage „Alte Burg“    |                    | Im Westteil der Altstadt ()                               | |      |
| ?          | Befestigung         | Osterburg   | Landwehr                            |                    | Nördlich und westlich der Stadt (Lage)                    | |      |
| ?          |                     | Schmersau   | Abgetragene Burg „Alte Burgstelle“  |                    | An der Biese ()                                           | |      |